# ائرو ای.۳۸
ائرو ای. ۳۸ (به انگلیسی: Aero A.38) یک هواپیمای ساختِ آئرو ودوخودی است. نخستین استفاده‌کنندهٔ این هواپیما چک ایرلاینز بوده‌است.